# 巴爾加勒區
巴爾加勒區是索馬利亞的一個區，位於該國東北方的巴里州，首府為巴爾加勒。

## 外部鏈結
- 巴爾加勒區行政區域圖 （页面存档备份，存于）
- . Ministry of Education of Puntland.   [26 May 2013]. （原始内容存档于2020-01-16）.